# Hajdúnánási Televízió
A Hajdúnánási Televízió (röviden: Nánási TV) egy helyi tévécsatorna, ami Hajdúnánás területén fogható. A csatornán - a műsorok mellett - a nap nagy részében képújság látható.

## Története

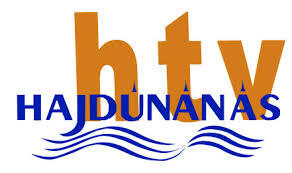
A 2008-2025 között használt logo

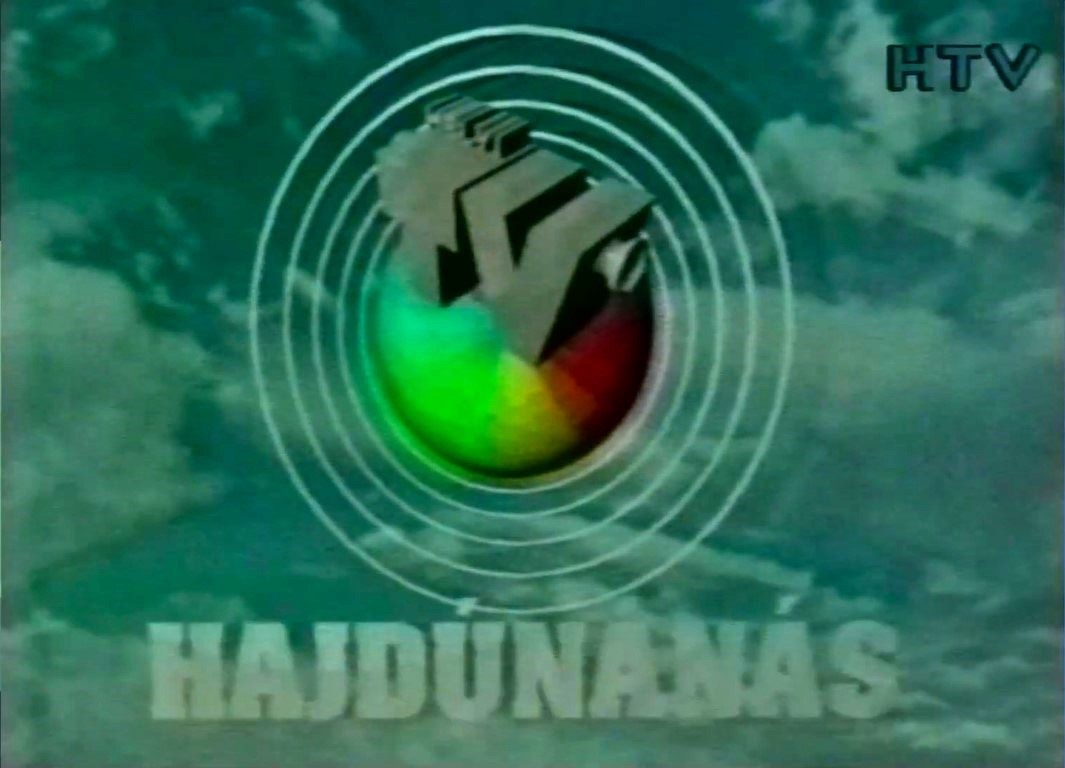
Az 1998-2008 között használt nyitókép és logo

A Hajdúnánási Televízió 1995. május 29-én kezdte meg működését. Arra szolgál, hogy a helyi lakosok tájékoztatást kapjanak a héten történt eseményekről. 2012-ben megváltozott a műsorstruktúra. 2014-ben a műsorok nagy része már 16:9-es képarányban készül, de a televízió még a 4:3-as képarányt használja, így ezeknél a műsoroknál torz képet látnak a nézők. A digitális adás már 16:9-es képarányban kerül terjesztésre. 2014. június 1-től megváltozott a műsorrend. 2016. november 5-től a televízió műsora már digitálisan is fogható a Nánáskábel hálózatán. A weboldal sokáig nem frissült, a műsorokat a YouTube-ra töltötték fel. 2017 szeptemberében megújult a honlap, a kimaradt műsorok feltöltése folyamatban van.
2025. május 27-én a televízió 30. születésnapja alkalmából szervezett városi rendezvényen bemutatták a csatorna új logóját, amit egy nyilvános pályázaton választottak ki.

## Műsorok és időpontjaik
2014. szeptember 1-től:
- Heti Sport: hétfő 19.00 ismétlés: kedd 10.00, 15.00, vasárnap 12.00: A hét sport eseményeinek vetítése.
- Heti+: kedd 19.00 ismétlés: szerda 10.00, 15.00 vasárnap 11.00 : Az elmúlt hét zenei és kulturális eseményeinek vetítése.
- Megyei Tükör: kedd 19.30-20.30 ismétlés: szerda 10.30-11.30, 15.30-16.30, vasárnap 9.00: A Debrecen TV-től átvett műsor. Hajdú-Bihar megye fontosabb híreit vetíti.
- Egy falat kenyér, és egy csipetnyi szó: kedd 20.30-21.00 ismétlés: szerda 11.30-12.30, 16.30-17.30, vasárnap 9.00: B. Tóth László, más csatornáról átvett műsora. Beszélgetőműsor híres emberekkel.
- Itthon-Otthon: szerda 19.00 ismétlés: csütörtök 10.00, 15.00 vasárnap 9.00: Közéleti magazin.
- Anno... - Válogatás a helyi televízió archívumából: csütörtök 19.00 ismétlés: péntek 10.00, 15.00, vasárnap 10.00: Az elmúlt évek híreinek vetítése.
- Nánási Krónika: péntek 19.00 ismétlés szombat 10.00, 15.00, vasárnap 15.00: Az elmúlt hét eseményeinek vetítése. 2012-ben indult a Péntektől Péntekig helyett. 2014-ben megújult a főcím és a dizájn és már 16:9-es képarányban veszik fel a műsort, a hírek és a riportok nagy részét.
- Képviselő-testületi ülések: havonta: A hajdúnánási Képviselő-testület nyílt üléseinek vetítése.
- Kőrösi TV: alkalmanként: A hajdúnánási Kőrösi Csoma Sándor Református Gimnázium iskolai televíziója.

Korábbi műsorok:
- Péntektől péntekig: péntek 19.00: Az elmúlt hét eseményeit vetítette. 2012-ben Nánási Krónika lett a címe.
- Kócsiki-Show: Szórakoztató műsor volt.
- Sokszemközt: péntek 20.00: 2013. szeptember 5-től 2014-ig futott.

## Honlap
Hivatalos weboldal: www.nanastv.hu

## Vételi lehetőségek
Nánáskábel (analóg és digitális rendszer) (Csak Hajdúnánás területén.)